# Lincoln Red Imps FC
Lincoln Red Imps FC este un club de fotbal din Gibraltar. În prezent echipa evoluează în Prima Divizie - Gibraltar. Echipa a câștigat de nouăsprezece ori Prima Divizie - Gibraltar. Liga Campionilor 2014-2015 va fi primul sezon în care o echipă din Gibraltar va participa în cea mai importantă competiție din Europa.

## Palmares
- Prima Divizie - Gibraltar: 28

1984–85, 1988–89, 1989–90, 1991–92, 1992–93, 1993–94, 2000–01, 2002–03, 2003–04, 2004–05, 2005–06, 2006–07, 2007–08, 2008–09, 2009–10, 2010–11, 2011–12, 2012–13, 2013–14, 2014-15, 2015-16, 2017-18, 2018-19, 2020-21, 2021/22, 2022/23, 2023/24
- Rock Cup: 14

1986, 1989, 1990, 1993, 1994, 2002, 2004, 2005, 2006, 2007, 2008, 2009, 2010, 2011, 2012
- Gibraltar League Cup (1): 2013–14